# Charles S. Fairchild

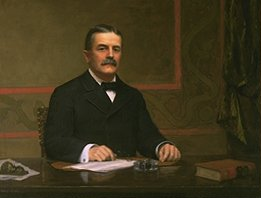
Porträt von Charles S. Fairchild im US-Finanzministerium

Charles Stebbins Fairchild (* 30. April 1842 in Cazenovia, Madison County, New York; † 24. November 1924 ebenda) war ein US-amerikanischer Geschäftsmann, demokratischer Politiker und Finanzminister.

## Studium und berufliche Laufbahn
Der Sohn eines Rechtsanwalts und späteren Delegierten der Democratic National Convention absolvierte zunächst ein Studium am Harvard College, das er 1863 beendete. Anschließend studierte er Rechtswissenschaften an der Law School der Harvard University, welches er 1865 abschloss. Nach seiner Zulassung zum Rechtsanwalt arbeitete er zunächst in der Kanzlei seines Vaters in Albany.

## Politische Laufbahn

### Generalstaatsanwalt von New York
1874 wurde er Stellvertretender Generalstaatsanwalt von New York. In dieser Position erwarb er sich rasch den Ruf eines Aufklärers von Korruptionsfällen. Der damalige Gouverneur Samuel J. Tilden war von den Erfolgen des jungen Juristen derartig beeindruckt, dass er 1875 dessen Nominierung zum Attorney General von New York vorantrieb. Fairchild wurde tatsächlich gewählt und war von 1875 bis 1877 im Amt des Generalstaatsanwalts des Bundesstaates. Anschließend war er wieder als Anwalt tätig.

### Finanzminister unter Cleveland
Auf Wunsch seines persönlichen Freundes und Finanzministers Daniel Manning berief ihn Präsident Grover Cleveland am 8. März 1885 zum Stellvertretenden Finanzminister (Assistent Secretary of the Treasury). In der Folgezeit nahm er zunehmend die Amtsgeschäfte für den erkrankten Manning wahr. Dabei setzte er insbesondere eine notwendige Reform des Finanzministeriums um.
Nachdem Manning am 31. März 1887 aufgrund seines schlechter gewordenen Gesundheitszustandes zurücktrat, berief Präsident Cleveland ihn zu seinem Nachfolger. Während seiner Amtszeit setzte er unter anderem eine Zolltarifreform durch. Nach der Niederlage von Präsident Cleveland bei der Präsidentschaftswahl 1888 schied er am 3. März 1889 aus dem Amt.
Nach seinem Rückzug aus dem politischen Leben war er bis 1904 Präsident der New York Security and Trust Company. Des Weiteren war er Direktor und Präsident von Eisenbahngesellschaften.